# Holly Michaels
Holly Michaels (Phoenix, 16 agosto 1990) è un'ex attrice pornografica statunitense.

## Biografia
Dopo una breve esperienza sul sito MyFreeCams, ha iniziato la sua carriera pornografica nel 2011, all'età di 20 anni. Si fa da subito conoscere per le sue misure, che la portano ad essere nominata nel 2012 come Best New Starlet da AVN. Ha prodotto oltre un centinaio di film per numerose aziende, tra le quali Elegant Angel, Jules Jordan Video, PornPros, Brazzers e Red Light District Video.
Nel 2014 si ritira momentaneamente dall'industria pornografica per affrontare la prossima maternità e organizzare il suo matrimonio, tornando sulle scene nella primavera 2016. Si ritira definitivamente dal porno nel corso dello stesso anno.

## Filmografia parziale
- Pussy Is the Best Medicine 2 (2018)
- The Riley Reid Experience (2016)
- Big Titty Fuck Dolls (2016)
- Sweet Distraction (2016)
- Tushy (2016)
- The Eva Lovia Experience (2016)
- Black Loads Matter (2016)
- Between Teens (2015)
- Fill Me with Your Orgasm 4 (2015)
- Pure Anal Pleasure 4 (2015)
- Perfectly Trimmed Bush (2015)
- Women Seeking Women 113 (2015)
- Me and My Girlfriend 6 (2014)
- Young Girl Seductions 2 (2014)
- Real Slut Party 17 (2014)
- Superstars 1st Anal (2014)
- Wet Asses 3 (2014)
- Threesome Fantasies Fulfilled (2014)
- Too Much Anal 2 (2014)
- 2 Chicks Same Time 16 (2014)
- Cumshot Eruptions 2 (2014)
- Size Does Matter 3 (2013)
- Glamour Solos 2 (2013)
- Couples Camp 2 (2013)
- Fill My Teen Throat 10 (2013)
- Lisa Ann's School of MILF (2013)
- Fill Me with Your Orgasm (2013)
- Down the Rabbit Hole (2013)
- My Ex Girlfriend 7 (2013)
- The Beautiful Slit (2013)
- Internal Deep Tissue Massage (2013)
- Church of Bootyism 3 (2013)
- Me and My Girlfriend 3 (2012)
- Amateurs Raw 1 (2012)
- Anal Honeys 1 (2012)
- 2 Chicks Same Time 12 (2012)
- Buttman's Stretch Class 12 (2012)
- Big Wet Asses 21 (2012)
- Bachelorette Parties 4 (2012)
- Femdom Ass Worship 13 (2012)
- Filthy Cocksucking Auditions (2012)
- Dani Elegant (2012)
- Gangbanged 4 (2012)
- Hot Anal Injection 2 (2012)
- In the VIP 10 (2012)
- ATK Moisturized Babes (2012)
- Interracial Gloryhole Initiations 12 (2012)
- Jesse Jane Home Wrecker 3 (2012)
- Kayden Kross Home Wrecker 2 (2012)
- Lust Unleashed Pure Passion (2012)
- Mammoth Dick Brothers 3 (2012)
- Miss Teen Strap America 2 (2012)
- Monsters of Cock 33 (2012)
- Seduced by Mommy 3 (2012)
- Skip Trace (2012)
- Strap On Anal Lesbians (2012)
- Mean Bitches POV 5 (2012)
- Anal Playground (2011)
- Anal Workout (2011)
- Barely Legal 116 (2011)
- Best New Starlets 2012 (2011)
- Big Anal Booties (2011)
- Boobzilla 4 (2011)
- Church of Bootyism 2 (2011)
- Cougars Kittens and Cock (2011)
- Fantasy Handjobs (2011)
- Anal Playground (2011)
- Forced Bi Cuckolds 14 (2011)
- Massive Facials 4 (2011)
- Miss Teen Strap America 1 (2011)
- Moms Pimp Their Daughters 2 (2011)
- My Sister's Hot Friend 24 (2011)
- Nacho Vidal Back 2 USA (2011)
- Naughty Bookworms 25 (2011)
- North Pole 92 (2011)
- Only Teen Blowjobs 16 (2011)
- Phat Bottom Girls 5 (2011)
- POV Pervert 15 (2011)
- Seduction (II) (2011)
- Slut Puppies 5 (2011)
- Swimsuit Calendar Girls 2011 (2011)
- Teacher's Pet 1 (2011)
- Teen Fidelity 4 (2011)
- Top Heavy Tarts 18 (2011)
- Totally Stacked 3 (2011)
- Tug Jobs 21 (2011)
- We Swallow 31 (2011)
- Young Ripe Mellons 10 (2011)